# 마츠이 아이리
마츠이 아이리(일본어: 松井 愛莉, 1996년 12월 26일 ~ )는 일본의 여배우, 패션 모델이다.
후쿠시마현 이와키시 출신. 아뮤즈 소속.

## 출연

### 드라마
- 야마다 군과 7인의 마녀 (2013년 8월 ~ 9월, 후지 TV) - 타키가와 노아 역
- GTO 제2기 (2014년 7월 ~ 9월, 칸사이 TV) - 후루야 카에코 역
- 지옥 선생 누~베~ (2014년 10월 ~ 12월, 닛폰 TV) - 이나바 쿄코 역
- 에이지 해러스먼트 제8 ~ 9화 (2015년 9월 3일 ~ 10일, TV 아사히) - 시오노 레나 역
- 그날 본 꽃의 이름을 우리는 아직 모른다. (2015년 9월 21일, 후지 TV) - 안죠 나루코 (아나루) 역
- 라스트 키스 (2015년 10월 16일 ~ 30일, YouTube) - 주연·마나츠 역 ※WEB 드라마
- 공복 앤솔러지 (2016년 3월 13일, TV 도쿄) - 주연·미사키 역
- 저 결혼 못 하는 게 아니라, 안 하는 겁니다 (2016년 4월 ~ 6월, TBS) - 에리 역
- 변신 (2016년 10월 19일, 후지 TV TWO) - 쿠로키 미스즈 역
- 이 남자는 인생 최대 실수입니다 (2020년, TV 아사히) - 유이 사토 역

### 영화
- 마인드셋 (2014년, 토에이) - 케이 역
- 불량소녀, 너를 응원해! (2015년, 토호) - 혼다 역
- 통학 시리즈 통학 전차 (2015년, 포니캐년) - 유나 역
- 통학 시리즈 통학 도중 (2015년, 포니캐년) - 유나 역
- 푸른 하늘 옐 (2016년, 토호) - 와키타 히마리 역
- 극장판 신·미나미의 제왕 (2017년, KATSU-do)
- 크레이지 크루즈 (2023년, 넷플릭스)

### CM
- 리크루트 마케팅 파트너즈 젝시 (2013년 5월 ~ 2014년 4월) - 6대째 CM 걸
- 아사히 신문 합격 응원 BOOK (2013년 7월 ~ )
- GREE Grani 신옥의 발할라 게이트 (2013년 9월 ~ )
- 롯데
  - Fit's (2014년 2월 ~ )
  - 가나 밀크 초콜릿 (2014년 ~ 2016년)
- 주피터 텔레콤 근성 편·심플 편 (2015년 11월 ~ )
- 다이도 드린코 〈miu〉 (2016년)
- 필즈 타워 오브 프린세스 (2016년)
- 산리오 캐릭터즈 판타지 시어터 (2016년)
- 롯데 아이스 〈가나 아이스〉 (2016년)

## 서적

### 잡지
- nicola (2009년 10월호 ~ 2013년 5월호, 신초샤) - 전속 모델
- Ray (2014년 10월호 ~ , 슈후노토모샤) - 전속 모델

### 사진집
- Airy (2015년 3월 27일, 와니 북스) ISBN 978-4-8470-4741-1